# Paróquia São Camilo de Lellis
A Paróquia São Camilo de Lellis é uma igreja católica camiliana brasileira, situada em Brasília, no Distrito Federal. Fica entre as superquadras 303 e 304 Sul, no EQS 303, Lote A, na Asa Sul.
É uma bela Igreja que entre outras atividades promove encontros de Grupos de Doze Passos como os Comedores Compulsivos Anônimos. O padre José Maria dos Santos é o pároco atual.

## História
A paróquia foi desmembrada das paróquias Dom Bosco, dos Salesianos, e Santa Cruz, dos Estigmatinos, em 18 de Novembro de 1979. O padre Giorgio Davanzo comandou o início das atividades da Paróquia São Camilo, se estabelecendo entre as superquadras 303 e 304 Sul, fazendo a primeira missa embaixo dos blocos habitacionais. A presença da paróquia ganhou a simpatia da vizinhança, o que levou a construção, no local, da primeira capela, que foi sendo expandida até ficar no formato atual, um prédio de tijolos e colocação vermelha, com formato que não remete imediatamente a uma igreja, exceto pelos símbolos cristãos na fachada.

## Camilianos
Os camilianos seguem os preceitos de São Camilo de Lellis, fundador da Ordem dos Ministros dos Enfermos. O padre Giorgio Davanzo, primeiro pároco da Paróquia São Camilo, onde ficou até 2005, foi também coordenador da Pastoral da Saúde da Arquidiocese de Brasília, criada também em 1979. O atual pároco, José Maria dos Santos, já foi pároco em três oportunidades, a atual desde 2017.